# ألفرد دبليو. مكوي
ألفرد دبليو. مكوي (بالإنجليزية: Alfred W. McCoy)‏ هو مؤرخ أمريكي، ولد في 8 يونيو 1945 في كونكورد في الولايات المتحدة.

## وصلات خارجية
- ألفرد دبليو. مكوي على موقع IMDb (الإنجليزية)